# Gilbert Denoyan
Gilbert Denoyan, né Gilbert Boulard le 8 novembre 1937 à Paris 14e et mort le 23 juillet 2000 à Paris 7e, est un journaliste français de radio et télévision.

## Biographie
Après des études à l'École centrale d'électronique et des petits rôles dans quelques films, il entre en 1963 à Europe n° 1, où il reste jusqu'en 1968, puis travaille de 1970 à 1975 pour la deuxième chaîne de télévision de l'ORTF. En 1975, il devient rédacteur en chef adjoint de France Inter. Dans ce cadre il crée et produit l'émission Le téléphone sonne, puis d'autres, comme Face au public, Duel, Vendredi soir, qui devient Objections en 1993. Il est détaché en 1989-1990 comme directeur de l'information de TV 5. Avec Jean Morzadec, il produit Zappinge (1990-1994), puis C'est aussi ça la vie (1995-1996).
En mars 1996, il devient directeur général délégué auprès de Patrice Duhamel, puis remplace celui-ci comme directeur général de Radio France.
Durant l'été 1998, il crée la radio thématique 98 Radio France, autour de la Coupe du monde de football, qui se déroule cette année-là en France.
Depuis janvier 1999, il présentait Res Publica le mercredi soir sur France Inter et était devenu directeur délégué de Radio France chargé des opérations exceptionnelles auprès de Jean-Marie Cavada.
Il meurt le 23 juillet 2000 à l'hôpital Laennec, après une intervention chirurgicale.

## Filmographie
- La Famille Fenouillard d'Yves Robert (1960)
- Les Plus Belles Escroqueries du monde, film à sketch de Claude Chabrol, Jean-Luc Godard, etc. (1963)
- L'Amour avec des si de Claude Lelouch (1963)
- Ballade pour un voyou de Claude-Jean Bonnardot (1962)

## Publication
- El Fath parle : les Palestiniens contre Israe͏̈l, Albin Michel, 1970